# 孟东波
孟东波（1919年—2001年），男，江苏无锡人，中华人民共和国政治人物。

## 生平
1938年入中国共产党。曾任苏皖边区干部。1949年后历任华东军政委员会副秘书长，冶金部基建司司长，四川省冶金工业厅厅长、省经委主任，中共渡口市委书记，四川省第六届人大常委会副主任、四川省人民委员会副省长等职务。

## 家庭
- 女儿：孟军，其前夫任正非
- 外孙女：孟晚舟
- 外孙：孟平（任平）